# Herend
Herend (korábban Pusztaherend, Pinkócz, németül Herend, tévesen Herrendorf) város Veszprém vármegye Veszprémi járásában. Nevét világszerte ismerik porcelángyárának köszönhetően. Már Fényes Elek (1807–1876) országleírásában oly jelentősnek vélte a települést, hogy annak ellenére, hogy puszta volt, a veszprémi járás községei között önálló szócikket szentelt neki. (Fényes Elek: Magyarország geográfiai szótára, amelyben minden város, falu és puszta, betűrendben körülményesen leiratik. Pest, 1851).

## Fekvése
Herend a 8-as főút mentén, az Északi- és Déli-Bakony találkozásánál, a Herend-Szentgál vonalban húzódó Veszprém–Devecseri-árok közepén fekszik, 341 méter tengerszint feletti magasságon. A főút a kisváros belterületének déli szélén halad el, a település tényleges főutcája a 8313-as út. Végighalad a területén a Székesfehérvár–Szombathely-vasútvonal is, az itteni vasútállomásra a központ felől a 83 305-ös út (települési nevén Vasút utca) vezet. Átfolyik rajta a Séd patak.

## Története
A falu határában késő római kori leleteket találtak, míg a község mai területén a középkorban több kisebb falu is állt. A vidék, a környék mindig vadászterület volt, annak megfelelő lakosokkal. Mivel Veszprém 1552 és 1566 között török kézen volt, a törökök fehérvári robotra kényszerítették a herendi lakosságot, és a török kiűzése után a falu elnéptelenedett.
A herendi puszta 1764 és 1847 között került ismételt betelepítésre, ekkor kezdett újra fejlődni. Sok volt a német ajkú, ahogy az 1828. évi összeírás, majd az 1836. évi nemesi vagyonösszeírás adatai mutatják.
A település 1999. július 1-jétől városi rangot kapott.

## Közélete

### Polgármesterei
- 1990–1992: Bors Gábor (független)[3]
- 1992–1994: Rybár István (független)[4][5]
- 1994–1998: Bors Gábor (független)[6]
- 1998–2000: Bors Gábor (független)[7]
- 2000–2002: Rieth Nándor (független)[8][9]
- 2002–2004: Rieth Nándor (független)[10]
- 2004–2006: Vajai László (független)[11]
- 2006–2010: Vajai László (független)[12]
- 2010–2014: Vajai László (független)[13]
- 2014–2019: Jánszky Lajos László (Fidesz-KDNP)[14]
- 2019–2024: Jánszky Lajos László  (Fidesz-KDNP)[15]
- 2024– : Ujhelyi Gábor Alex (független)[1]

A településen 1992-ben lemondott a polgármester így időközi választást tartottak. 2000. december 17-én ismét időközi polgármester-választást tartottak, aminek oka még tisztázást igényel.
Nem sokkal a következő önkormányzati ciklus félideje után, 2004. november 14-én újabb időközi polgármester-választás (és képviselő-testületi választás) zajlott Herenden, ezúttal az előző képviselő-testület önfeloszlatása miatt. A választáson a város addigi első embere is elindult, de valamivel 29 % alatti eredményével, három jelölt közül csak a második helyet érte el, kihívóinak egyike 63,48 %-os eredményével messze felülmúlta őt.

## Oktatás
A városban a porcelánipari szakmunkásképző intézet és német nemzetiségi általános iskola működik.

## Népesség
A település népességének változása:
| Lakosok száma | 3377 | 3411 | 3384 | 3390 | 3362 | 3346 | 3409 |
|               | 2013 | 2014 | 2015 | 2021 | 2022 | 2023 | 2024 |

A 2011-es népszámlálás idején a lakosok 77,5%-a magyarnak, 10,8% németnek, 0,5% cigánynak, 0,2% románnak mondta magát (22,1% nem nyilatkozott). A vallási megoszlás a következő volt: római katolikus 47,1%, református 4,4%, evangélikus 0,8%, felekezeten kívüli 12,3% (34,8% nem nyilatkozott).
2022-ben a lakosság 90,4%-a vallotta magát magyarnak, 6,5% németnek, 0,4% cigánynak, 0,2% románnak, 0,2% ukránnak, 0,1-0,1% lengyelnek, horvátnak, örménynek és ruszinnak, 2,3% egyéb, nem hazai nemzetiségűnek (9,4% nem nyilatkozott; a kettős identitások miatt a végösszeg nagyobb lehet 100%-nál). Vallásuk szerint 37,4% volt római katolikus, 5,8% református, 0,7% evangélikus, 0,3% görög katolikus, 1,3% egyéb keresztény, 0,8% egyéb katolikus, 12% felekezeten kívüli (41,3% nem válaszolt).

## Látnivalók
- Porcelánmúzeum (1964 óta)
- Porcelanium épületegyüttese (1999 óta): Minimanufaktúra, Apicius Étterem és Kávézó, Viktória Porcelánbolt
- Római katolikus templom a porcelánablakkal

## Képgaléria

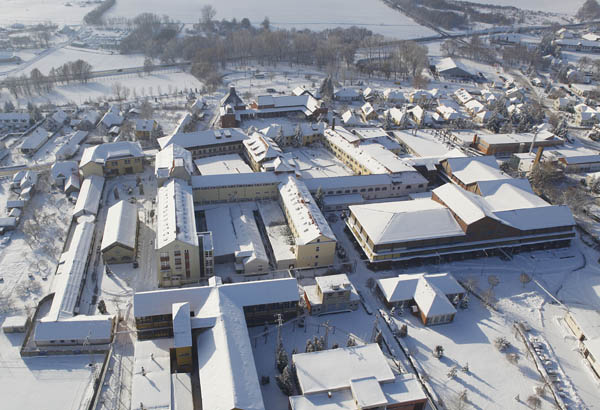
Herend télen
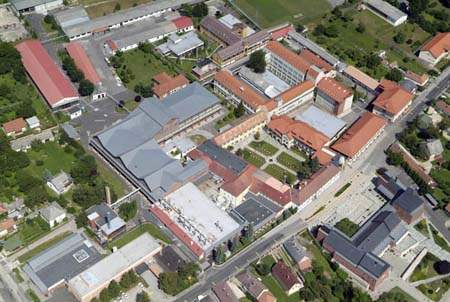
Porcelánmanufaktúra
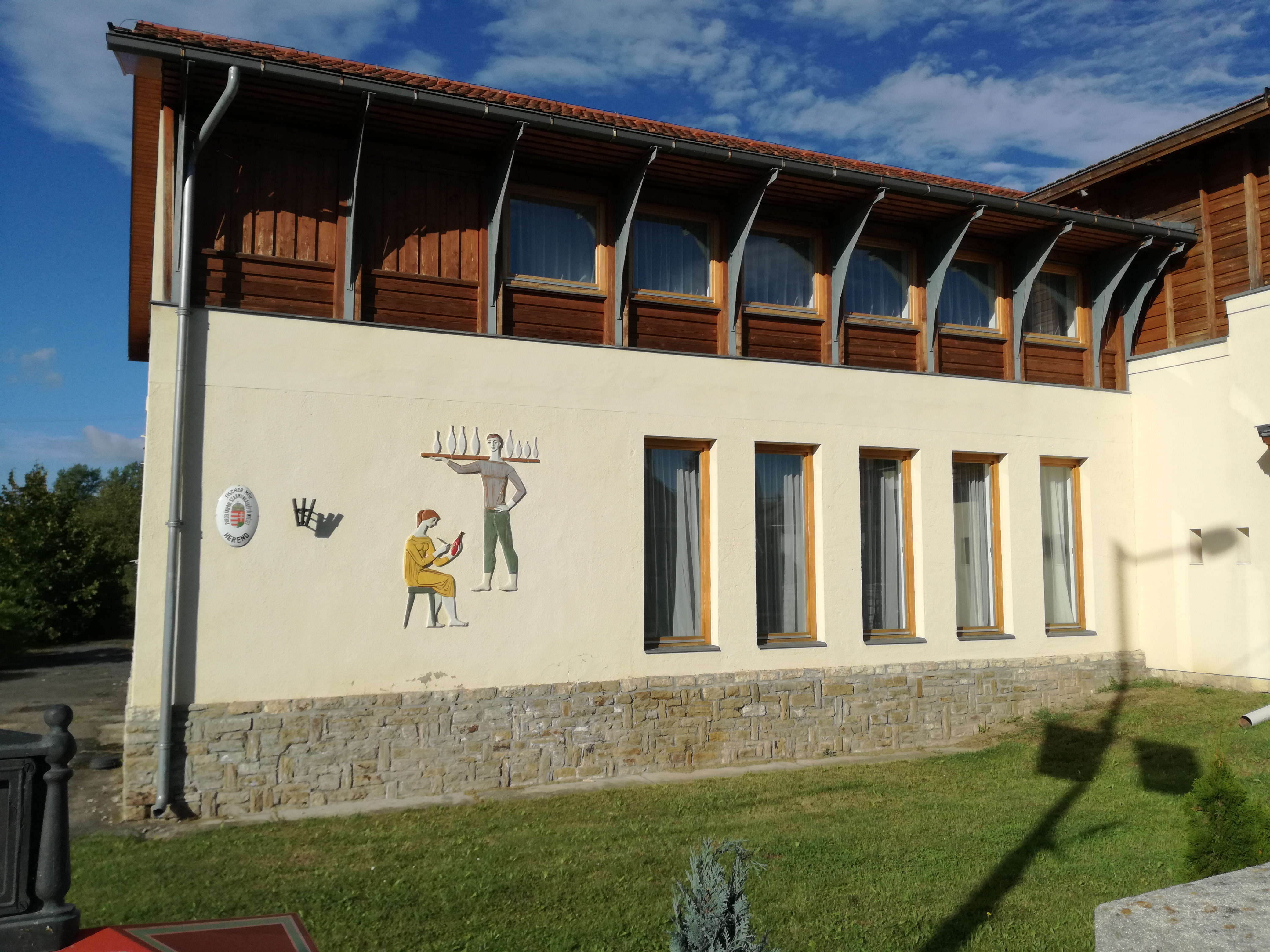
A Fischer Mór Porcelánipari Szakközépiskola

### Online
- A Herend Múzeum Archiválva 2005. január 1-i dátummal a Wayback Machine-ben
- A Herendi Porcelángyár oldala
- A porcelángyár történetéről
- A herendi művelődési ház oldala
- Porcelán.lap.hu - linkgyűjtemény

### Könyvek
- Hudi József: Herend története, Veszprém, 1998